# Curt Ehle
Curt Ehle (Salzwedel, 1899. október 21. – Uelzen, 1986. augusztus 16.) német katona. A második világháborúban teljesített szolgálataiért 1941. július 27-én megkapta a Vaskereszt Lovagkeresztjét, majd 1944. november 29-én megkapta rá a tölgyfalombokat is.